# الزعينية
الزعينية قرية صغيرة في منطقة جسر الشغور في محافظة إدلب في سورية. تقع القرية في منطقة طبيعية خلابة على طريق حلب - اللاذقية السريع، وتحيط بها غابات الصنوبر والأنهار والوديان.